# Sheila Burnford
Sheila Burnford, född 11 maj 1918 i Skottland, död 20 april 1984, skotsk-kanadensisk författare, mest känd för sina romaner Den otroliga vandringen (film 1963 och 1993) och Bel Ria. Från 1948 var Sheila Burnford kanadensisk medborgare.